# Toro (Espanha)
Toro ou, na sua forma em português, Touro é um município da Espanha na província de Zamora, comunidade autónoma de Castela e Leão, de área 326 km² com população de 9.738 habitantes (2007) e densidade populacional de 28,86 hab/km².

## Demografia
| Variação demográfica do município entre 1991 e 2004 | Variação demográfica do município entre 1991 e 2004 | Variação demográfica do município entre 1991 e 2004 | Variação demográfica do município entre 1991 e 2004 |
| --------------------------------------------------- | --------------------------------------------------- | --------------------------------------------------- | --------------------------------------------------- |
| 1991                                                | 1996                                                | 2001                                                | 2004                                                |
| 9 254                                               | 9 821                                               | 9 282                                               | 9 396                                               |

## História
A batalha de Toro teve lugar neste município a 1 de março de 1476 entre forças portuguesas e castelhanas.

## Celebridades nascidas em Toro
- Vicente Matheus, empresário e dirigente do Sport Club Corinthians Paulista e dele vem a famosa frase -"Quem anda na chuva é para se queimar!"

## Património
- Colegiata de Santa María la Mayor